# Langeoog
Langeoog (frisó Langereach, "illa llarga") és una illa frisona alemanya situada entre Baltrum i Spiekeroog (de les que les separen, respectivament l'Accumer Ee i l'Otzumer Balje). De forma allargassada (paral·lela a la costa de Harlinger) té uns 14 km de llargada i una àrea de 19,6 km².
El 2004 tenia 2.150 habitants. Administrativament pertany al districte de Wittmund, a l'estat de Baixa Saxònia.
Langeoog és connectada per transbordador amb Bensersiel, a la terra ferma frisona oriental. Aquest transport però depèn de les marees i no té un horari fix. A més, Langeoog disposa d'un aeròdrom. El port de l'illa és connectat amb el poble (homònim: Langeoog) a través d'una petita línia de ferrocarril. L'illa està tancada al trànsit d'automòbils.

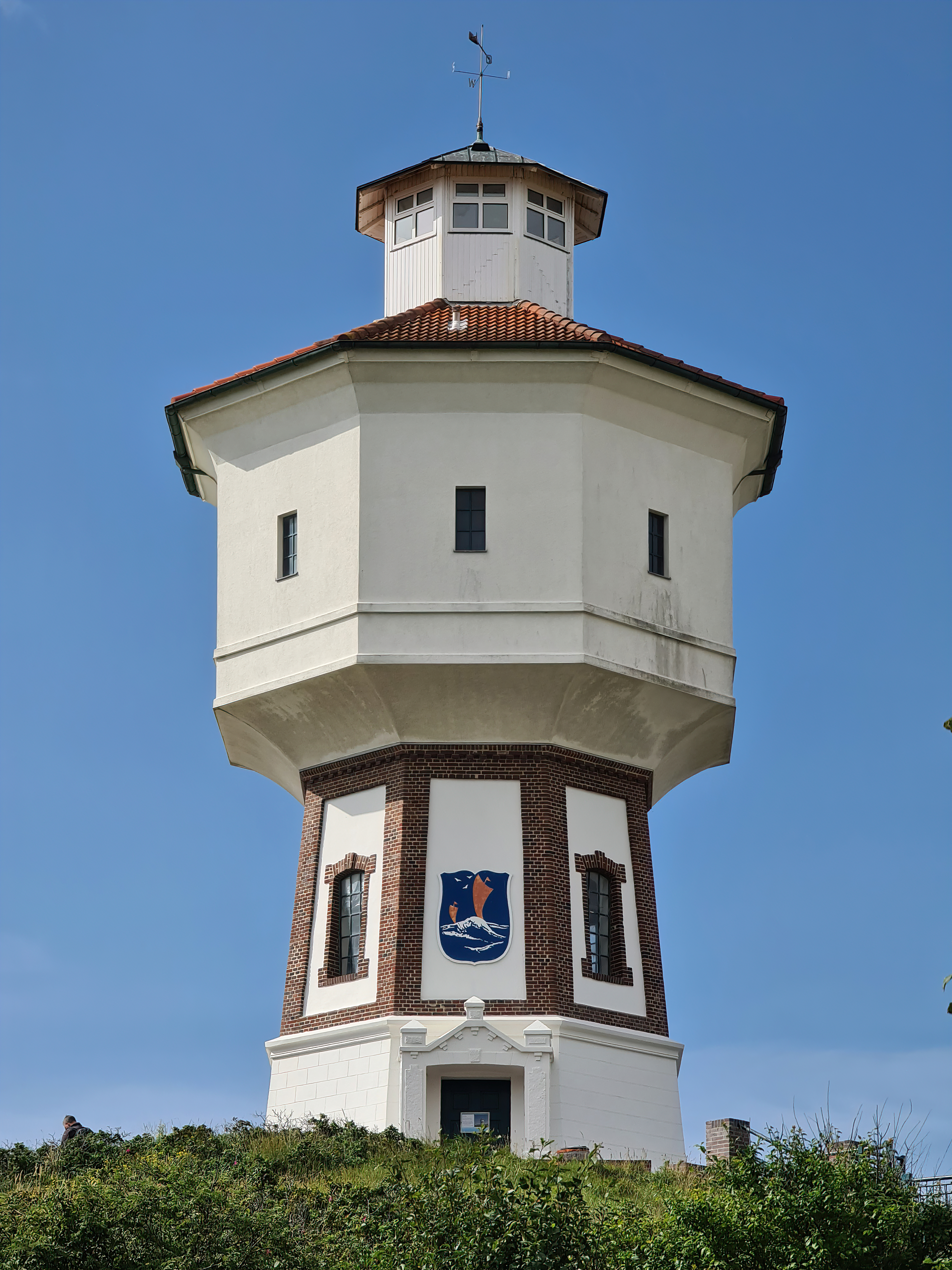
Torre de l'aigua a Langeoog